# Machilus calcicola
Machilus calcicola là loài thực vật có hoa trong họ Nguyệt quế. Loài này được C.J. Qi miêu tả khoa học đầu tiên năm 1981.